# Rue Desprez
La rue Desprez est une voie du 14e arrondissement de Paris, en France.

## Situation et accès
La rue Desprez est une voie publique située dans le 14e arrondissement de Paris. Elle débute au 81, rue Vercingétorix et se termine au 98, rue de l'Ouest.

## Origine du nom

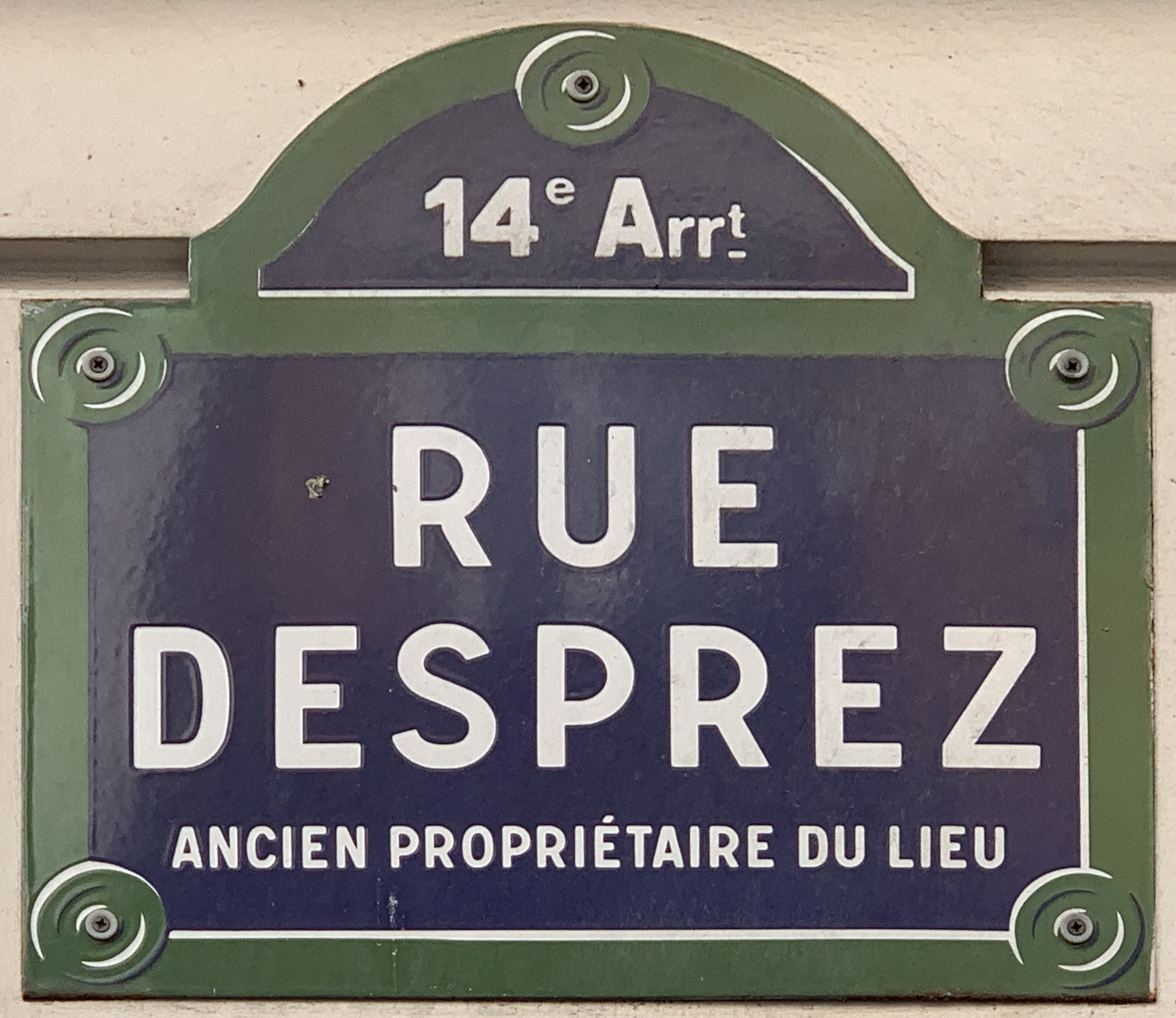
Plaque de la rue.

La rue tire son nom de celui d'un ancien  propriétaire.

## Historique
Cette voie, initialement située sur l'ancien territoire de la commune de Montrouge, est intégrée en 1863 à celui de la ville de Paris sous sa dénomination originelle.

## Dans la fiction
Dans Le Notaire du Havre (1931), Georges Duhamel situe l'école du narrateur du roman, Laurent Pasquier, dans cette rue.